# Farncombe
Farncombe est un village du Surrey, en Angleterre. Il appartient administrativement à Godalming.

## Histoire
Farncombe semble avoir été un campement ancien, puisque des objets archéologiques datant de l’Âge du bronze ont été retrouvés vers Northbourne Estate.
Farncombe apparaît ensuite dans le Domesday Book en 1086 sous le nom de Fernecombe. C’est alors la propriété d’Odon de Bayeux. On apprend que le village compte 61 000 m2 de prairies, et quelques forêts.
Peu d’anciens bâtiments subsistent pour attester de l’histoire du village : les plus vieux sont une série de bâtiments servant d’asile pour les indigents (almshouses), construits en 1622.
Le bâtiment de la Farncombe Infants School, érigé par souscription en 1905, et situé sur Gray Roads, à côté de la gare, est aussi un des plus anciens édifices. Il servait d’école de garçons, avant d’être rattaché comme annexe à l’école en 1975.
En 2013, un des quartiers du village, Waverley, est désigné comme offrant la meilleure qualité de vie en Grande-Bretagne,.

## Géographie
Farncombe est situé sur la ligne de chemin de fer reliant Portsmouth à Londres, et à proximité de l’A3, qui relie les deux mêmes villes, et de la M25.
Le village est en bordure de la Wey, et il est possible de louer des bateaux pour naviguer jusqu’à Guildford.

## Personnalités célèbres

### Jack Philips
Né à Farncombe, il est responsable de la télégraphie sans fil lors du voyage inaugural du Titanic. Il reste à bord du paquebot pendant son naufrage, pour essayer de contacter d’autres navires qui pourraient venir au secours des victimes. Un mémorial a été construit à Godalming par Gertrude Jekyll, une paysagiste anglaise, et un autre se trouve à l’église de Saint Jean l'Evangéliste à Farncombe. Le jardin mémorial, situé au bord de la Wey, est un des plus grands dédié à une victime du Titanic. Le pub Jack Philips, situé sur la grand’rue de Godalming, est nommé en son hommage.